# David Jack
David Bone Nightingale Jack, més conegut com a David Jack, (Bolton, 3 d'abril de 1899 - 10 de setembre de 1958) fou un futbolista anglès dels anys 1920 i 1930 i posteriorment entrenador.

## Trajectòria
Fou el primer jugador que marcà un gol a Wembley, a la final de Copa de 1923, i el primer jugador al món en ésser traspassat per més de £10.000 lliures. El seu pare Bob i els seus germans Rollo i Donald també foren futbolistes.
Després de jugar al club del seu pare, Plymouth Argyle el 1919, on marcà 15 gols en 48 partits en totes les competicions, el 1920 fitxà pel Bolton Wanderers per £3.500 lliures. Al club de la seva ciutat natal romangué vuit temporades. L'any 1923 guanyà la FA Cup, títol que repetí la temporada 1925-26.
El 1928, els problemes econòmics del Bolton, el portaren a ser traspassat a l'Arsenal de Herbert Chapman per £10.890 lliures (xifra rècord en aquell moment). L'any 1929-30 es proclamà campió de copa novament. A més, durant la dècada de 1930 guanyà tres títols de lliga.
Fou internacional amb Anglaterra per primer cop el 3 de març de 1924, en una derrota per 1-2 enfront Gal·les. En vuit anys disputà nou partits i marcà tres gols.
Un cop retirat del futbol en actiu esdevingué entrenador. Dirigí el Southend United de maig de 1934 a agost de 1940, posteriorment el Middlesbrough de novembre de 1944 a abril de 1952 i finalment al Shelbourne irlandès d'agost de 1953 a abril de 1955.
El 1998 fou escollit per la Football League a la llista de les 100 llegendes del futbol anglès.

## Palmarès
Bolton
- Copa anglesa de futbol:
  - 1923, 1926

Arsenal
- Lliga anglesa de futbol:
  - 1930-31, 1932-33, 1933-34
- Copa anglesa de futbol:
  - 1930
- Charity Shield:
  - 1931, 1932